# Heinrich Dähnhardt

Heinrich Dähnhardt

Heinrich Dähnhardt (* 8. März 1836 in Garding; † 21. Januar 1902 in Leipzig) war Senatspräsident am Reichsgericht in Leipzig.

## Leben
Er war der Sohn des Bürgermeisters in Garding, der Geburtsstadt Theodor Mommsens. Dähnhardt studierte Rechtswissenschaften in Heidelberg und Kiel. In Kiel wurde er 1856 Mitglied des Corps Holsatia. 1860 kam er in den dänischen Staatsdienst. 1865 wurde er zum ordentlichen Mitglied des holsteinischen Obergerichts in Glückstadt ernannt worden von den preußisch-österreichischen Behörden. 1867 wurde Dähnhardt Appellationsgerichtsrat. Im selben Jahr gehörte er dem Wahlkomitee der Nationalliberalen Partei für den Wahlkreis Schleswig der Reichstagswahl Februar 1867 an. 1876 wurde er zum Obertribunalsrat in Kiel befördert. 1879 kam er an Reichsgericht und wurde 1891 Senatspräsident des IV. Strafsenats, 1893 des VI. Zivilsenats. 1895 wurde er Dr. iur. h. c. der juristischen Fakultät der Universität Leipzig. Dähnhardt verstarb 1902 im Amt.

## Familie
Seine Frau Clara war die Tochter des Botanikers Harald Othmar Lenz (1798–1870). Ein Sohn, Harald Heinrich Dähnhardt (1863–1944), war Vizeadmiral, ein anderer war ein deutscher Germanist und Altphilologe Oskar Dähnhardt (1870–1915).